# Lucile Hadžihalilović
Lucile Hadžihalilović (Lione, 7 maggio 1961) è una regista, sceneggiatrice, montatrice, produttrice cinematografica e attrice francese.

## Biografia
Di origini bosniache, è stata la prima donna a dirigere una pellicola vincitrice del Cavallo di bronzo al Festival del cinema di Stoccolma; il film, Innocence (2004), venne proiettato nella sezione Un Certain Regard al Festival di Cannes, come già era accaduto nel 1996 con il suo La Bouche de Jean-Pierre. Studiò cinema a Parigi e con il marito Gaspar Noé collaborò per il mediometraggio Carne (1991) e per i lungometraggi Seul contre tous (1998) e Enter the Void (2009).

## Filmografia

### Regista
- La Bouche de Jean-Pierre (1996)
- Good Boys Use Condoms (1998)
- Innocence (2004)
- Évolution (2015)

### Sceneggiatrice
- La Bouche de Jean-Pierre, regia di Lucile Hadžihalilović (1996)
- Good Boys Use Condoms, regia di Lucile Hadžihalilović (1998)
- Innocence, regia di Lucile Hadžihalilović (2004)
- Enter the Void, regia di Gaspar Noé (2009)

### Attrice
- Les cinéphiles - Le retour de Jean, regia di Louis Skorecki (1989)
- Les cinéphiles 2 - Eric a disparu, regia di Louis Skorecki (1989)
- Carne – mediometraggio, regia di Gaspar Noé (1991)

### Produttrice
- Seul contre tous, regia di Gaspar Noé (1998)

### Montatrice
- Carne – mediometraggio, regia di Gaspar Noé (1991)
- La Bouche de Jean-Pierre, regia di Lucile Hadžihalilović (1996)
- Seul contre tous, regia di Gaspar Noé (1998)